# Who I Am
Who I Am är det fjärde studioalbumet av countrymusikern Alan Jackson. Albumet släpptes den 28 juni 1994 av Arista Records. 

## Låtförteckning
1. "Summertime Blues" (Jerry Capehart, Eddie Cochran) – 3:12
2. "Livin' on Love" (Alan Jackson) – 3:49
3. "Hole in the Wall" (A. Jackson, Jim McBride) – 3:33
4. "Gone Country" (Bob McDill) – 4:20
5. "Who I Am" (Harley Allen, Mel Besher) – 2:46
6. "You Can't Give Up on Love" (A. Jackson) – 3:06
7. "I Don't Even Know Your Name" (A. Jackson, Ron Jackson, Andy Loftin) – 3:49
8. "Song for the Life" (Rodney Crowell) – 4:32
9. "Thank God for the Radio" (Max D. Barnes, Robert John Jones) – 3:19
10. "All American Country Boy" (Charlie Craig, Keith Stegall) – 3:18
11. "Job Description" (A. Jackson) – 4:41
12. "If I Had You" (A. Jackson, McBride) – 3:33
13. "Let's Get Back to Me and You" (A. Jackson) – 2:52